# 오징어 게임 시즌 3
본 문서의 이해를 돕기 위한 비자유 그림이 있습니다. 
링크의 파일을 직접 올려 주세요
《오징어 게임 시즌 3》(영어: Squid Game season 3)는 대한민국의 서바이벌 스릴러 텔레비전 시리즈인 오징어 게임의 시즌 3이자 마지막 시즌이다. 2025년 6월 27일 오후 4시에 넷플릭스에서 공개되었다. 오징어 게임 3이라는 이름으로 홍보되었고 대한민국 작가이자 텔레비전 프로그램 프로듀서인 황동혁이 제작했다.
이 시즌에는 이정재, 이병헌, 위하준, 임시완, 강하늘, 박규영, 박성훈, 양동근, 강애심, 조유리, 이다윗, 노재원이 출연한다. 이 시즌에서 성기훈과 플레이어들은 점점 더 치명적인 게임에서 살아남기 위해 싸운다. 인호는 VIP들을 환영하는 한편, 그의 형 준호는 그들 사이에 배신자가 있다는 사실을 모른 채 섬을 계속 수색한다. 평론가들로부터는 긍정적인 평가를 받았지만, 시청자 반응은 엇갈렸다.

## 에피소드
| 전체 번호 | 시즌 번호 | 제목                 | 감독   | 작가   | 본 방송 날짜    |
| --- | --------- | -------------------- | ------ | ------ | --------------- |
| 17 | 1         | "열쇠와 칼"          | 황동혁 | 황동혁 | 2025년 6월 27일 |
| 반란이 실패한 후, 강노을은 장기 밀매업자들과 협력하는 척하면서 플레이어 246, 경석을 치명적이지 않게 쏜다. 성기훈은 살아남아 기숙사로 돌아오고, 나중에 조현주와 강대호를 제외한 다른 모든 반란군이 처형되었다는 사실을 알게 된다. 게임을 끝낼 것인지에 대한 또 다른 투표가 진행되고, 계속하는 것으로 결정된다. 여전히 충격을 받은 기훈은 반란 실패에 대해 대호를 탓한다. 플레이어들이 처형된 반란군 시체를 지나간 후, 그들은 무장한 술래가 세 가지 다른 유형의 열쇠로 출구를 찾아 잠금 해제하려는 숨는 사람들을 사냥해야 하는 치명적인 숨바꼭질 버전에 대한 역할을 할당받는다. 게임 전에 대호는 기훈에게 반란군의 죽음에 대한 그의 계획을 탓하며 맞선다. 그리고 금자와 준희는 명기와 용식과 역할을 바꿔 숨는 사람이 된다. 명기는 마지못해 남규와 술래로 팀을 이룬다. 수술실에서 노을은 밀매업자들을 죽이고 의사에게 총을 겨누며 경석을 안정시키도록 강요한다. 한편, 황준호의 팀은 새로운 드론 조종사와 함께 섬 수색을 재개하는 반면, 우석은 독립적으로 박 선장을 조사한다. 프론트맨인 황인호는 필요하다면 그들을 제거하도록 박에게 명령한다. |           |                      |        |        |                 |
| 18 | 2         | "별이 빛나는 밤에"   | 황동혁 | 황동혁 | 2025년 6월 27일 |
| 경석이 회복된 후 노을은 의사를 죽인다. 게임의 미로에서 현주, 금자, 준희는 팀을 이룬다. 명기는 마지못해 남규와 협력하여 여러 숨는 사람들을 죽이는 것을 돕는데, 이는 다른 술래들의 표적을 줄이는 것이 그들 또한 제거하여 상금 풀을 늘릴 것이라는 것을 깨닫는다. 다른 곳에서 선녀는 출구를 찾지만, 플레이어 100 정대에 의해 배신당하여 출구에서 잠긴다. 그녀는 남규가 떨어뜨린 타노스의 약물 영향으로 남규와 세미를 환각하는 민수에 의해 살해된다. 준희는 달리다가 발목을 심하게 삐고 현주가 그룹을 공격하는 여러 술래들을 죽이는 동안 진통이 시작된다. 금자의 도움으로 준희는 건강한 아기를 낳지만, 현주가 출구를 발견한 직후 명기에 의해 자신도 모르게 등에 칼을 맞는다. 준희와 신생아를 보고 죄책감에 휩싸인 명기는 자리를 떠난다. 한편, 술래로 지정된 복수심에 불타는 기훈은 대호를 추격하고, 대호는 자신의 군 경력에 대해 거짓말을 했다고 고백하고 두려움 때문에 반란에서 도망쳤다고 말한다. 대호는 또한 기훈을 실패한 반란의 책임자로 비난한다. 격분한 기훈은 그를 목 졸라 죽인다. 금자, 준희, 아기는 출구에 도착하지만, 용식을 만난다. 게임이 거의 끝나갈 무렵, 용식은 숨는 사람들을 제거하는 데 실패하자 준희를 표적으로 삼고, 금자가 개입하여 그를 찌르도록 강요한다. 그들은 경비원들이 도착하여 용식을 처형하기 전에 서로를 포옹하고, 금자는 황폐해진다. 반란으로 인한 죽음의 책임을 자신에게 돌린 기훈은 자살을 시도하지만, 경비원들에게 제지당한다.                                                                             |           |                      |        |        |                 |
| 19 | 3         | "당신의 탓이 아니다" | 황동혁 | 황동혁 | 2025년 6월 27일 |
| VIP들이 도착하여 군인으로 위장하고 탈락한 플레이어들을 직접 처형한다. 투표에서 금자는 "O" 플레이어들에게 "X"에 투표해 달라고 간청하지만 무시당한다. 그녀는 기훈에게 준희와 그녀의 갓난아기를 보호해달라고 간청하지만, 그가 처음에는 거절하자, 아들의 죽음을 초래한 죄책감에 스스로 목을 매달아 자살한다. 한편, 준호는 인호가 자신을 쐈던 절벽을 찾아 섬에 대한 집중적인 수색을 시작한다. 박 선장의 집에서 우석은 돈뭉치, 경비원 유니폼, 박 선장과 모집자의 사진을 발견하고 박 선장이 게임에 연루되어 있다는 것을 깨닫지만, 떠나기 전에 체포된다. 금자의 죽음에 감동한 기훈은 다음 게임에서 준희와 그녀의 갓난아기를 돕는 데 동의한다. 다음 게임은 줄넘기이며, 플레이어들은 줄에 맞지 않고 거대한 다리를 건너야 한다. 처음에는 아무도 움직이지 않지만, 민수가 타노스의 목걸이를 던지자 금단 증상을 겪던 남규가 그것을 잡기 위해 뛰어들고, 결국 죽음에 이른다. VIP들은 준희의 아기도 플레이어로 간주하기로 결정한다. 준희에게 돌아오겠다고 맹세한 기훈은 아기를 안고 성공적으로 건넌다. 용기를 얻은 플레이어 096은 따라오지만, 상금 풀을 늘리기 위해 일단 건너자마자 다른 플레이어들을 밀어내기 시작한다. 한편, 노을에게 탈출을 돕도록 위협받던 복면 장교는 경석이 군인으로 위장하고 있는 것을 발견한다. |           |                      |        |        |                 |
| 20 | 4         | "222"                | 황동혁 | 황동혁 | 2025년 6월 27일 |
| 게임 중 플레이어 096은 길을 막지만, 기훈은 그를 움직이도록 압박하고, 그 후 자기 방어를 위해 096을 죽인다. 한편, 명기는 준희에게 다가가지만, 준희는 현주를 살해한 것에 대해 그를 거부하고 자신의 발 부상을 드러낸다. 시간이 다 떨어지자 준희는 자신의 아기를 기훈에게 맡기고 자신을 희생하여 기훈과 명기 모두에게 큰 충격을 준다. VIP들은 아기가 플레이어 222로서 게임에 남아 있도록 허용하기로 투표한다. 섬 밖에서 경석과 노을은 탈출에 성공하지만, 복면 장교가 보낸 경비원들에게 추적당한다. 기숙사에서 준희의 아기가 그녀의 어머니를 대신하여 플레이어 222가 될 것이라는 발표가 있은 후, 일부 플레이어들, 특히 정대 그룹은 분노하여 아이를 해치려 하지만 경비원들에 의해 제지된다. 그 시간부터 플레이어들은 게임 밖에서 서로를 공격하거나 죽일 수 없게 된다. 그들은 기훈과 아기를 살해할 계획을 세우고, 명기는 그들에게 합류하는 척한다. 마지막 라운드 전에 기훈은 인호에게 소환되어 비밀 거래를 제안한다. 남아있는 플레이어들을 제거하여 자신과 아기의 생존을 보장하라는 것이다. 인호는 자신이 사실 "오영일"이었다고 밝혀 기훈을 충격과 분노에 빠뜨린다. 다른 곳에서 우석은 준호에게 박 선장이 인호의 명령에 따라 행동하고 있었다고 알린다. 그들의 대결 중에 치명적인 부상을 입은 박 선장은 마지막 숨을 거두며 진실을 인정하고, 진실을 밝히고 형을 찾으려는 준호의 결의를 강화한다. 한편, 복면 장교는 경석과 그의 딸을 쫓겠다고 위협하여 노을에게 섬으로 돌아오도록 압박한다. 그녀는 그가 탈출하는 것을 보장하면서도 자신은 돌아온다. |           |                      |        |        |                 |
| 21 | 5         | "○△□"                | 황동혁 | 황동혁 | 2025년 6월 27일 |
| 기훈은 남아있는 플레이어들을 죽이라는 인호의 제안을 받아들일지 고민하지만, 결국 강새벽의 기억이 그에게 마음속으로는 좋은 사람이라고 말해주면서 거절한다. 동시에 인호는 오일남의 지시에 따라 2015년 게임에서 다른 플레이어들을 어떻게 죽였는지 회상한다. 다음 날, 기훈, 명기, 그리고 아기를 포함한 나머지 결승 진출자들은 마지막 게임으로 나아간다. 노을은 섬으로 돌아와 장교에게 총을 겨누며 경석의 모든 디지털 기록을 지우도록 강요한다. 격렬한 싸움이 벌어지고, 노을이 장교를 죽이고 남아있는 모든 플레이어의 물리적 기록을 불태우는 것으로 끝난다. 마지막 게임인 "하늘 오징어"는 플레이어들이 세 개의 높은 플랫폼에서 세 라운드를 통해 최소 세 명의 상대를 밀어내야 한다. 환각에 빠진 민수는 첫 라운드에서 밀려난다. 명기는 두 번째 라운드에서 플레이어 336을 죽이고 자신이 아기의 생물학적 아버지임을 밝힌다. 기훈은 자기 방어를 위해 김기민을 칼로 죽이고, 명기는 김윤태도 밀어서 추락사시킨다. 정대는 자비를 구하지만, 명기는 정대도 봉으로 밀어내어 추락사시킨다. 도시락남은 뛰어내려 자살한다. 섬 밖에서 준호는 경석을 성공적으로 구출하고 그를 잡으러 온 경비원들을 처형한다. |           |                      |        |        |                 |
| 22 | 6         | "사람은..."          | 황동혁 | 황동혁 | 2025년 6월 27일 |
| 명기와 기훈만 남은 상황에서 명기는 기훈에게 아기를 넘겨 자신에게 넘겨 던져버리고 기훈이 건너지 못하게 하여 모든 상금을 차지할 계획을 세우지만, 기훈은 그를 속이고 건넌다. 싸움 끝에 명기는 죽음에 이르고, 기훈과 아기는 살아남지만, 이것은 희생으로 간주되지 않는다. 기훈은 마지막 라운드를 시작하기 위해 버튼을 누르고 자신을 희생하기로 선택하며, 마지막 말로 플레이어들은 동물이 아닌 인간이라고 선언하고 절벽에서 몸을 던진다. 그의 죽음은 VIP들을 충격에 빠뜨리고 인호에게 영향을 주며, 인호는 섬이 자폭하기 직전에 아기를 구출한다. VIP들, 준호, 노을도 폭발 전에 탈출한다. 6개월 후, 경석은 딸과 재회하고 노을을 만난다. 노을은 딸이 있을지도 모르는 중국으로 여행을 준비하고, 새벽의 동생 철은 친어머니와 재회한다. 우석은 감옥에서 풀려나 기훈의 요새화된 호텔을 개조하고 개업할 계획이다. 한편, 인호는 아기와 상금을 준호에게 남긴다. 그는 또한 로스앤젤레스에 있는 기훈의 딸을 방문하여 그의 죽음을 알리고 그의 플레이어 456 유니폼과 상금을 준다. 떠난 후, 인호는 미국 모집자가 한 남자와 딱지를 하는 것을 발견하고, 해외 게임의 존재와 암시된 지속을 드러낸다. |           |                      |        |        |                 |

## 출연진 및 등장인물

### 주요 인물
- 이정재 - 성기훈(456번) 역
- 이병헌 - 오영일(001번), 프론트맨(황인호) 역
- 위하준 - 황준호(경찰) 역 - 인호의 동생
- 임시완 - 이명기(333번) 역
- 강하늘 - 강대호(388번) 역
- 박성훈 - 조현주(120번) 역
- 양동근 - 박용식(007번) 역 - 금자의 아들
- 조유리 - 김준희(222번) 역 - 명기의 연인
- 강애심 - 장금자(149번) 역 - 용식의 어머니
- 박규영 - 강노을(세모 11번 병정) 역
- 송영창 - 임정대(100번)[3] 역
- 이성우 - 김영삼(226번) 역
- 이진욱 - 박경석(246번) 역 - 화가, 딸 나연의 혈액암 수술 비용을 위해 게임에 참가
- 채국희 - 용궁 선녀(044번) 역
- 이다윗 - 박민수(125번) 역
- 노재원 : 남규(124번) 역
- 최귀화 : 김기민(203번) 역
- 우정국 : 도시락남(039번) 역
- 박진우 : 이승원(336번) 역
- 이규회 : 김윤태(353번) 역

### 기타 인물
- 김병철[4] : 연설가면(네모 진행요원) 역
- 김중희 : 수술가면(세모 16번 병정) 역 - 의식이 남아 있는 희생자들의 장기 밀매를 담당하는 파견 의사
- 오달수 : 박 선장 역 - 본명 박영길
- 전석호 : 최우석 역
- 최재환 : 김무동 역 - 우석의 조직 후배
- 노정현 : 드론기사 역
- 박예봄 : 박나연 역 - 경석의 딸
- 조아인 : 성가영 역 - 죽은 기훈의 딸
- 박시완 : 강철 역 - 시즌1 죽은 새벽의 동생
- 박혜진 : 상우 어머니 역 - 철이를 돌봐주고 있다.
- 최재섭 : 박만철 역 -  탈북민들 상대로 가족을 찾아주거나 남한으로 데려오는 일을 하고 있다.
- David Sayers : VIP 리차드 역
- Jane Wong : VIP 제니퍼 역
- Bryan Bucco : VIP 존 역
- Jordan Lambertoni : VIP 자크 역
- Kevin Yorn : VIP 케빈 역

### 특별 출연
- 박희순 : 부대장(네모 부대장) 역
- 케이트 블란쳇 : 딱지녀 역 - 미국 LA 현지에서 활동중
- 원지안 : 세미(시즌2, 380번) 역
- 최승현 : 타노스(시즌2, 230번) 역 - 본명 최수봉
- 정호연 : 강새벽(시즌1, 067번) 역
- 박미현 : 철의 어머니 역

## 제작

### 개발

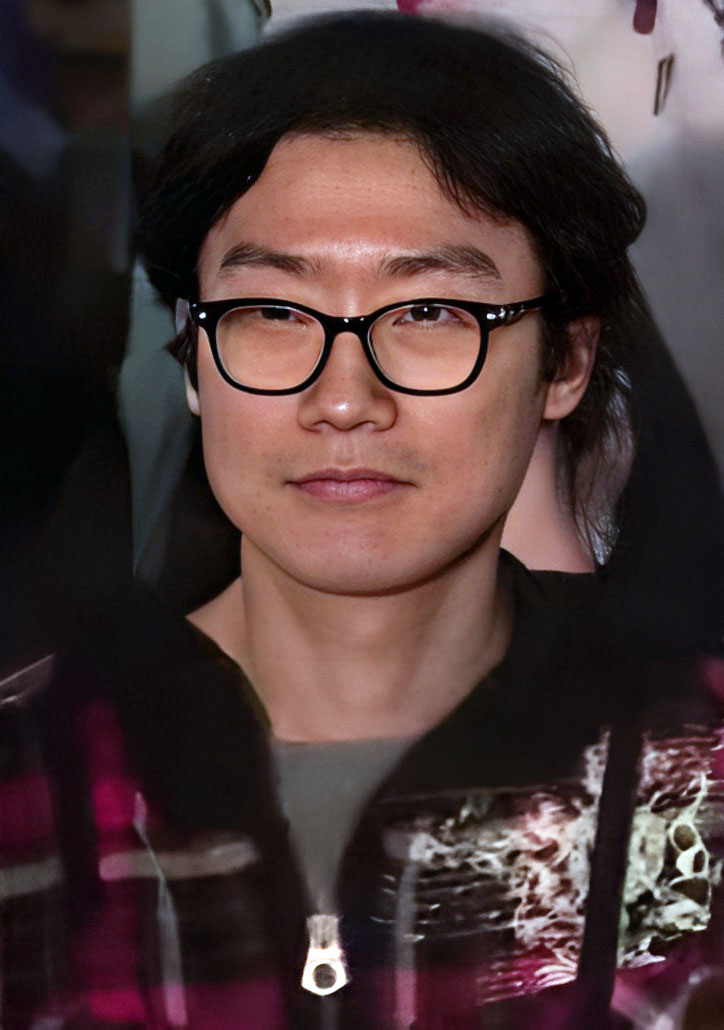
시리즈 제작자 겸 감독 황동혁

황동혁은 2021년 12월 넷플릭스와 오징어 게임의 세 번째 시즌에 대해 논의하고 있다고 밝혔다. 세 번째 시즌은 두 번째 시즌이 방영된 후 확정되었다. 황동혁은 시즌 3의 결말에 대한 아이디어를 구상할 때 시즌 3를 피날레로 생각했다. 그는 그 이야기를 통해 오징어 게임의 이야기와 성기훈이라는 캐릭터의 관점에서 말하고 싶었던 모든 것을 말할 수 있었으며, 더 이상의 이야기는 필요 없다고 믿었다.

### 각본
황동혁은 원래 두 번째 시즌과 세 번째 시즌을 하나로 구상했지만, 한 시즌에 너무 많은 에피소드가 있다고 느껴 나눠서 제작했다. 황동혁에 따르면, 세 번째 시즌이 시작될 때 기훈은 이전 두 시즌과 비교하여 다시 한번 변화된 인물이 될 것이며 "매우 중요한 갈림길"에 서게 될 것이다. 이 시즌은 또한 황인호가 프론트맨이 된 과정도 밝힐 것이다. 영희의 거대 로봇 인형 "남자친구"인 철수는 두 번째 시즌 마지막 에피소드의 쿠키 영상에서 소개되었으며, 새로운 게임과 함께 세 번째 시즌에 등장할 것이다. 이 시즌에 대해 황동혁은 "격렬한 경쟁 속에서 [사람들이] 어떻게 인간성을 보존해야 하는지"에 초점을 맞추지만, "인간의 가장 낮은 바닥을 정말로 보여줄 수 있는" 게임들을 도입하여 "인간 본성의 가장 바닥을 끌어내기 위한 매우 격렬한 게임들"을 원했다고 말한다. 그는 또한 기훈과 명기가 겪는 변화가 "극적"이며, 준희의 아기가 "준희뿐만 아니라 [또한] 모든 사람의 운명"에 매우 중요할 것이라고 말했다.
황동혁은 원래 기훈이 게임에서 승패와 관계없이 다른 사람들과 함께 탈출하여 딸을 만나러 가는 것으로 시즌을 끝내려고 했지만, 현대 세계의 상황을 고려할 때 이 결말이 "나에게 맞지 않는다"고 느꼈다. 그는 준희와 그녀의 아기를 포함하여 기훈이 아기의 미래를 위해 자신을 희생하는 이야기를 추가했는데, 이는 황동혁이 다음 세대의 상징으로 보았다.

### 캐스팅
이정재와 이병헌은 각각 기훈과 프론트맨 역할을 다시 맡았으며, 이 시즌이 두 번째 시즌의 게임을 재개할 것이기 때문에 위하준, 강하늘, 박성훈, 임시완, 양동근, 박규영, 조유리, 강애심, 이다윗, 노재원 등 다른 배우들도 두 번째 시즌에서 맡았던 역할을 다시 맡는다.
케이트 블란쳇은 마지막 에피소드 말미에 카메오 출연하며, 미국 버전 게임의 모집자 역할을 맡는다. 황동혁은 "여자가 모집자라면 더 극적이고 흥미로울 것"이라며 블란쳇에 대해 "한두 마디만으로 화면을 장악할 수 있는 사람이 필요했는데, 그녀가 바로 그랬다 [...] 공유가 한국 모집자라면, 그녀는 미국 모집자로서 짧지만 긴장감 있고 영향력 있는 결말을 가져올 완벽한 선택이라고 생각했다"고 말했다. 이정재는 이 장면이 오징어 게임의 본질을 반영한다고 생각하며, "많은 사람들의 고귀한 노력에도 불구하고 세상은 여전히 이전처럼 계속된다"는 것을 나타낸다고 말했다. 버라이어티와 더 할리우드 리포터와 같은 일부 언론 매체는 이 마지막 장면이 데이비드 핀처가 감독할 예정인 오징어 게임의 미국 제작을 준비하는 데 도움이 될 수 있다고 믿었지만, 황동혁은 핀처 버전에 대한 공식적인 언급을 듣지 못했기 때문에 이 장면을 그러한 연결을 만들기 위해 계획하지 않았다고 말했다.

### 촬영
세 번째 시즌의 촬영은 2023년 7월에 시작하여 2024년 6월에 종료되었는데, 이는 두 번째 시즌과 연속으로 촬영되었기 때문이다.

### 후반 작업
세 번째 시즌의 편집은 2024년 11월까지 "거의 완료"되었다.

## 공개
이 시즌은 2025년 6월 27일 넷플릭스에서 공개되었다.

## 평가
| 총점            | 총점   |
| 출처            | 평가   |
| --------------- | ------ |
| Metacritic      | 67/100 |
| Rotten Tomatoes | 81%    |
| 평점            |        |
| 출처            | 평가   |
| Metro           | [ 24 ] |
| The Telegraph   | [ 25 ] |

리뷰 애그리게이터 웹사이트인 로튼 토마토에서 43명의 비평가 중 81%가 긍정적인 평가를 내렸다. 웹사이트의 총평은 "이 절정의 세 번째 시즌에서 게임은 암울한 절정에 달하며, 익숙한 비트를 반복하지만 황동혁 제작자의 주제를 강조하는 잔혹함을 보여준다"고 한다. 메타크리틱은 23명의 비평가를 기반으로 100점 만점에 67점을 부여했으며, 이는 "대체로 호의적인" 평가를 나타낸다.
타임도 이 시리즈에 긍정적인 평가를 내렸는데, 이 시리즈가 황동혁이 시리즈에서 다루는 주제뿐만 아니라 감정적인 깊이와 인물호를 통해 "잔혹하고 최고로 돌아와" "뼈아픈" 감동을 준다고 평했다.
이전 시즌과 마찬가지로 전문가들의 비평은 대체로 긍정적이었지만, 시청자 평점은 하락하여 로튼 토마토에서는 사용자 리뷰가 긍정적/부정적 절반씩으로 나타났다.

## 참고 사항
- 2025년 1월 1일 넷플릭스가 공개한 쇼츠에 따르면 오징어 게임 시즌 3는 기묘한 이야기 5, 웬즈데이 2와 함께 2025년 선보일 넷플릭스 시리즈 중 이른바 대작 3인방 중 하나로 꼽히고 있다.[28] 실제로 이 세 시리즈의 성공 여부는 넷플릭스의 주가를 등락시킬 정도로 큰 영향력을 가지고 있으며, 넷플릭스는 전 세계적 규모의 다각적인 홍보와 마케팅 활동에 집중하며 이들 작품의 흥행을 위해 총력을 기울이고 있다.

## 참고
1. ↑  As shown in the second season episode "Friend or Foe"